# Макс Ференбах
Макс Ференбах (нім. Max Föhrenbach; 12 квітня 1872, Раштат — 26 червня 1942, Фрайбург) — німецький офіцер, генерал артилерії вермахту.

## Біографія
20 липня 1891 року вступив в Імперську армію. Учасник Першої світової війни. Після демобілізації армії залишений в рейхсвері. 30 квітня 1931 року вийшов у відставку з правом носіння форми 1-го (прусського) артилерійського полку. 14 травня 1940 року призваний на службу і призначений командувачем 2-м військовим округом. 30 квітня 1942 року відправлений в резерв фюрера і більше не отримав жодного призначення.

## Нагороди
- Столітня медаль
- Орден Червоного орла 4-го класу
- Орден Фрідріха (Вюртемберг), лицарський хрест 1-го класу
- Залізний хрест 2-го і 1-го класу
- Князівський орден дому Гогенцоллернів, почесний хрест 3-го класу з мечами і короною
- Орден «За заслуги» (Баварія) 3-го класу з мечами
- Орден Церінгенського лева, лицарський хрест 1-го класу з мечами
- Ганзейський Хрест (Гамбург)
- Почесний хрест (Ройсс), офіцерський хрест з мечами
- Королівський орден дому Гогенцоллернів, лицарський хрест з мечами
- Хрест «За вислугу років» (Пруссія)
- Почесний хрест ветерана війни з мечами
- Хрест Воєнних заслуг 2-го і 1-го класу з мечами